# 坂本満津夫
坂本 満津夫（さかもと まつお、1931年11月5日- ）は、日本の文芸評論家。『日本海作家』同人。栃木県生まれ。本名・松男。福井市在住。

## 著書
- 『涼風熱思 断片的作家論』創樹社 198
- 『酔中狂態』日本図書刊行会(トレビ文庫) 1986
- 『高見順論 魂の粉飾決算』東京新聞出版局 2002
- 『小説家・津村節子』おうふう 2003
- 『文士・高見順 高見文学96の花束』おうふう 2003
- 『高見順の「昭和」』鳥影社 2006
- 『高見順の「青春」』鳥影社 2008
- 『女流作家が描く女の性』渓声出版 2008
- 『わが心の文士たち』渓声出版 2010
- 『私小説の「嘘」を読む』鳥影社、2010
- 『好きな作家・好きな作品５０選』鳥影社 2013
- 『昭和文学の傷痕』鳥影社 2014
- 『小説家・瀬戸内寂聴』鳥影社 2016